# The Captain and the Kid Tour
The Captain and the Kid Tour – dwudziesta druga solowa trasa koncertowa Eltona Johna, w jej trakcie odbyło się sześćdziesiąt sześć koncertów.
1. 15 września 2006 – Sacramento, Kalifornia, USA – Arco Arena
2. 16 września 2006 – San Jose, Kalifornia, USA – HP Pavilion at San Jose
3. 19 września 2006 – West Valley City, Utah, USA – E-Center
4. 20 września 2006 – Boise, Idaho, USA – Taco Bell Arena
5. 22 września 2006 – Seattle, Waszyngton, USA – KeyArena
6. 23 września 2006 – Seattle, Waszyngton, USA – KeyArena
7. 24 września 2006 – Portland, Oregon, USA – Rose Garden Arena
8. 27 września 2006 – Vancouver, Kanada – General Motors Place
9. 29 września 2006 – Calgary, Kanada – Pengrowth Saddledome
10. 30 września 2006 – Edmonton, Kanada – Rexall Place
11. 6 października 2006 – Pittsburgh, Pensylwania, USA – Mellon Arena
12. 7 października 2006 – Atlantic City, New Jersey, USA – Boardwalk Hall
13. 1 listopada 2006 – Uniondale, Nowy Jork, USA – Nassau Veterans Memorial Coliseum
14. 2 listopada 2006 – Uniondale, Nowy Jork, USA – Nassau Veterans Memorial Coliseum
15. 4 listopada 2006 – Toronto, Kanada – Air Canada Centre
16. 5 listopada 2006 – Hamilton, Kanada – Copps Coliseum
17. 6 listopada 2006 – London, Kanada – John Labatt Centre
18. 10 listopada 2006 – Ottawa, Kanada – Scotiabank Place
19. 11 listopada 2006 – Montreal, Kanada – Bell Centre
20. 17 listopada 2006 – Basel, Szwajcaria – Messe Basel
21. 18 listopada 2006 – Basel, Szwajcaria – Messe Basel
22. 26 listopada 2006 – Brisbane, Australia – Entertainment Centre
23. 28 listopada 2006 – Sydney, Australia – Entertainment Centre
24. 29 listopada 2006 – Sydney, Australia – Entertainment Centre
25. 1 grudnia 2006 – Sydney, Australia – Entertainment Centre
26. 3 grudnia 2006 – Melbourne, Australia – Rod Laver Arena
27. 6 grudnia 2006 – Wellington, Nowa Zelandia – Westpac Stadium
28. 8 grudnia 2006 – Melbourne, Australia – Rod Laver Arena
29. 9 grudnia 2006 – Adelaide, Australia – Entertainment Centre
30. 11 grudnia 2006 – Perth, Australia – Burswood Dome
31. 23 lutego 2007 – El Paso, Teksas, USA – Don Haskins Center
32. 21 marca 2007 – Hartford, Connecticut, USA – Hartford Civic Center
33. 22 marca 2007 – Providence, Rhode Island, USA – Dunkin' Donuts Center
34. 25 marca 2007 – New York City, Nowy Jork, USA – Madison Square Garden
35. 28 kwietnia 2007 – San Juan, Puerto Rico – José Miguel Agrelot Coliseum
36. 4 maja 2007 – Greenville, Karolina Południowa, USA – BI-LO Center
37. 5 maja 2007 – Birmingham, Alabama, USA – Birmingham-Jefferson Convention Complex
38. 20 maja 2007 – Vitoria, Hiszpania – Vitoria Indoor Arena
39. 24 maja 2007 – Sheffield, Anglia – Hallam FM Arena
40. 26 maja 2007 – Plymouth, Anglia – Home Park
41. 29 maja 2007 – Wersal, Francja – Chateau de Versailles
42. 1 czerwca 2007 – Belfast, Irlandia Północna – Odyssey Arena
43. 3 czerwca 2007 – Carlisle, Anglia – Brunton Park
44. 8 czerwca 2007 – Baden-Baden, Niemcy – Rennplatz
45. 9 czerwca 2007 – Aschaffenburg, Niemcy – Castle Lowenstein
46. 16 czerwca 2007 – Kijów, Ukraina – Bell Centre
47. 20 czerwca 2007 – Malmö, Szwecja – Malmö Stadion
48. 22 czerwca 2007 – Fredrikstad, Norwegia – Fredrikstad Stadion
49. 23 czerwca 2007 – Walencja, Hiszpania – Plaza de Toros
50. 24 czerwca 2007 – Odense, Dania – Fionia Park
51. 26 czerwca 2007 – Kristiansand, Norwegia – Start Stadion
52. 1 lipca 2007 – Londyn, Anglia – Wembley Stadium
53. 3 lipca 2007 – Madryt, Hiszpania – Polideportivo Villalba
54. 6 lipca 2007 – Sankt Petersburg, Rosja – Plac Pałacowy
55. 7 lipca 2007 – Werchter, Belgia – Werchter Park
56. 9 lipca 2007 – Cork, Irlandia – The Docklands
57. 10 lipca 2007 – Lucca, Włochy – Piazza Napoleone
58. 14 lipca 2007 – Glasgow, Szkocja – Scottish Exhibition & Conference Centre
59. 15 lipca 2007 – Inverness, Szkocja – Tulloch Caledonian Stadium
60. 8 września 2007 – Vevey, Szwajcaria – Place du Marche
61. 11 września 2007 – Paryż, Francja – Zénith de Paris
62. 13 września 2007 – Londyn, Anglia – O2 Arena
63. 13 stycznia 2008 – Kapsztad, Afryka Południowa – Newlands Cricket Ground
64. 16 stycznia 2008 – Durban, Afryka Południowa – ABSA Stadium
65. 18 stycznia 2008 – Johannesburg, Afryka Południowa – Coca-Cola Dome
66. 19 stycznia 2008 – Johannesburg, Afryka Południowa – Coca-Cola Dome